# ISO 3166-2:LT
Die Liste der ISO-3166-2-Codes für  Litauen enthält die Codes für die 10 ehemaligen Verwaltungsbezirke (litauisch apskritys, Singular apskritis) und 60 Gebietskörperschaften der Gemeindeebene.

Die Codes bestehen aus zwei Teilen, die durch einen Bindestrich voneinander getrennt sind. Der erste Teil gibt den Landescode gemäß ISO 3166-1 (für  Litauen LT), der zweite den Code für den Verwaltungsbezirk oder die Gemeinde wieder.
Die aktuellen Codes stehen auf der Seite der ISO unter #iso:code:3166:LT zur Verfügung.

## Kodierliste

ISO 3166-2-Codes

### Bezirksebene
| Verwaltungsbezirk      | Code  |
| ---------------------- | ----- |
| Alytaus apskritis      | LT-AL |
| Kauno apskritis        | LT-KU |
| Klaipėdos apskritis    | LT-KL |
| Marijampolės apskritis | LT-MR |
| Panevėžio apskritis    | LT-PN |
| Šiaulių apskritis      | LT-SA |
| Tauragės apskritis     | LT-TA |
| Telšių apskritis       | LT-TE |
| Utenos apskritis       | LT-UT |
| Vilniaus apskritis     | LT-VL |

### Gemeindeebene
| Verwaltungsbezirk | Typ           | Bezirk | Code  |
| ----------------- | ------------- | ------ | ----- |
| Akmenė            | Rajongemeinde | SA     | LT-01 |
| Alytus miestas    | Stadtgemeinde | AL     | LT-02 |
| Alytus            | Rajongemeinde | AL     | LT-03 |
| Anykščiai         | Rajongemeinde | UT     | LT-04 |
| Birštono          | Gemeinde      | MR     | LT-05 |
| Biržai            | Rajongemeinde | PN     | LT-06 |
| Druskininkai      | Gemeinde      | AL     | LT-07 |
| Elektrėnai        | Gemeinde      | VL     | LT-08 |
| Ignalina          | Rajongemeinde | UT     | LT-09 |
| Jonava            | Rajongemeinde | KU     | LT-10 |
| Joniškis          | Rajongemeinde | SA     | LT-11 |
| Jurbarkas         | Rajongemeinde | TA     | LT-12 |
| Kaišiadorys       | Rajongemeinde | KU     | LT-13 |
| Kalvarijos        | Gemeinde      | MR     | LT-14 |
| Kauno miestas     | Stadtgemeinde | KU     | LT-15 |
| Kaunas            | Rajongemeinde | KU     | LT-16 |
| Kazlų Rūdos       | Gemeinde      | MR     | LT-17 |
| Kėdainiai         | Rajongemeinde | KU     | LT-18 |
| Kelmė             | Rajongemeinde | SA     | LT-19 |
| Klaipėdos miestas | Stadtgemeinde | KL     | LT-20 |
| Klaipėda          | Rajongemeinde | KL     | LT-21 |
| Kretinga          | Rajongemeinde | KL     | LT-22 |
| Kupiškis          | Rajongemeinde | PN     | LT-23 |
| Lazdijai          | Rajongemeinde | AL     | LT-24 |
| Marijampolė       | Gemeinde      | MR     | LT-25 |
| Mažeikiai         | Rajongemeinde | TE     | LT-26 |
| Molėtai           | Rajongemeinde | UT     | LT-27 |
| Neringa           | Gemeinde      | KL     | LT-28 |
| Pagėgiai          | Gemeinde      | TA     | LT-29 |
| Pakruojis         | Rajongemeinde | SA     | LT-30 |
| Palangos miestas  | Stadtgemeinde | KL     | LT-31 |
| Panevėžio miestas | Stadtgemeinde | PN     | LT-32 |
| Panevėžys         | Rajongemeinde | PN     | LT-33 |
| Pasvalys          | Rajongemeinde | PN     | LT-34 |
| Plungė            | Rajongemeinde | TE     | LT-35 |
| Prienai           | Rajongemeinde | KU     | LT-36 |
| Radviliškis       | Rajongemeinde | SA     | LT-37 |
| Raseiniai         | Rajongemeinde | KU     | LT-38 |
| Rietavo           | Gemeinde      | TE     | LT-39 |
| Rokiškis          | Rajongemeinde | PN     | LT-40 |
| Šakiai            | Rajongemeinde | MR     | LT-41 |
| Šalčininkai       | Rajongemeinde | VL     | LT-42 |
| Šiaulių miestas   | Stadtgemeinde | SA     | LT-43 |
| Šiauliai          | Rajongemeinde | SA     | LT-44 |
| Šilalė            | Rajongemeinde | TA     | LT-45 |
| Šilutė            | Rajongemeinde | KL     | LT-46 |
| Širvintos         | Rajongemeinde | VL     | LT-47 |
| Skuodas           | Rajongemeinde | KL     | LT-48 |
| Švenčionys        | Rajongemeinde | VL     | LT-49 |
| Tauragė           | Rajongemeinde | TA     | LT-50 |
| Telšiai           | Rajongemeinde | TE     | LT-51 |
| Trakai            | Rajongemeinde | VL     | LT-52 |
| Ukmergė           | Rajongemeinde | VL     | LT-53 |
| Utena             | Rajongemeinde | UT     | LT-54 |
| Varėna            | Rajongemeinde | AL     | LT-55 |
| Vilkaviškis       | Rajongemeinde | MR     | LT-56 |
| Vilniaus miestas  | Stadtgemeinde | VL     | LT-57 |
| Vilnius           | Rajongemeinde | VL     | LT-58 |
| Visaginas         | Gemeinde      | UT     | LT-59 |
| Zarasai           | Rajongemeinde | UT     | LT-60 |